# Alexa Gray
Alexa Gray, född 7 augusti 1994 i Lethbridge, Kanada, är en volleybollspelare (spiker).
Alexa Grays karriär började på ungdomsnivå i Dinos, en klubb i hemstaden. Samtidigt spelade hon också på skolnivå med Centennial HS. Efter examen flyttade hon till USA och spelade där med Brigham Young Universitys lag BYU Cougars i NCAA Division I från 2012 till 2015. Förutom att ta emot olika individuella utmärkelser tog sig laget till final i 2014 års turnering.
Säsongen 2016-17 skrev hon på sitt första proffskontrakt med GS Caltex Seoul KIXX, som spelar i V-League i Sydkorea. Säsongen efter flyttade hon till Italien, där hon spelat i Serie A1 i volleyboll sedan dess. Först spelade hon med Volley Soverato (2017-2018) och därefter Volleyball Casalmaggiore (2018-2019). Säsongen 2019-2020 började hon med nyuppflyttade klubben VolAlto Caserta, men lämnade under 2019 för  Pallavolo Scandicci Savino Del Bene. Mellan 2020 och 2022 spelade hon för UYBA Volley. Därefter har hon spelat för Imoco Volley
Hon spelade med U-18-landslaget i det nordamerikanska mästerskapet för åldersgruppen 2010 och prisades som turneringens bästa spiker. 2017 debuterade hon i seniorlandslaget, med vilket hon vann bronsmedaljen vid panamerikanska mästerskapen 2018. Året därpå vann de Volleyball Challenger Cup och bronsmedaljen vid det nordamerikanska mästerskapet, där hon belönades som bästa spiker.